# Glypta exigua
Glypta exigua là một loài tò vò trong họ Ichneumonidae.